# Illes Four Mountains
Les illes Four Mountains (en anglès Islands of Four Mountains) són un subgrup de petites illes que formen part de les illes Aleutianes, a l'estat d'Alaska, Estats Units. El grup inclou, d'oest a est, les illes d'Amukta, Chagulak, Yunaska, Herbert, Carlisle, Chuginadak, Uliaga i Kagamil. Aquestes illes es troben entre l'estret d'Amutka i les illes Andreanof, a l'oest, i l'estret de Samalga i les illes Fox, a l'est. La seva superfície és de 545,6 km² i no tenen població permanent. Les dues illes més grans són Yunaska i Chuginadak, i el mont Cleveland n'és el punt més elevat amb 1.730 msnm.

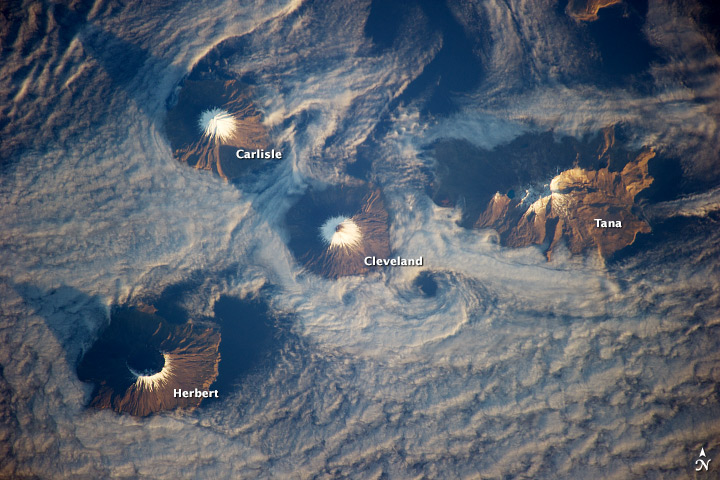
Illes Four Mountains des de l'ISS.

El nom de l'arxipèlag és una traducció del rus Четырехсопочные Острова (Ostrova Chetyre Soposhnye), que significa «illes dels quatre volcans» i que els fou donat pels primers exploradors russos que observaren quatre prominents volcans situats en quatre de les illes. El nom en aleutià "Unigun" (Uniiĝun en l'ortografia moderna), fou aportat el 1940 pel pare Veniaminov. Hi ha certa confusió amb el nom d'aquestes illes, possiblement degut al fet que sols quatre de cinc apareixen regularment en els primers mapes. Els noms actuals van ser recollits el 1894 per un equip de camp del USS Concord i publicats el 1895 per la U.S. Navy Hydrography Office (gràfica 8).